# Blockbuster Entertainment Awards 1998
La 5ª edizione dei Blockbuster Entertainment Awards si è svolta il 10 marzo 1998 nel Pantages Theatre di Los Angeles.

## Vincitori e candidati
I vincitori sono indicati in grassetto.

### Miglior attore in un film drammatico
- Leonardo DiCaprio - Titanic
- Matthew McConaughey - Contact
- Matt Damon - L'uomo della pioggia (The Rainmaker)

### Miglior attore in un film di fantascienza
- Will Smith - Men in Black
- Jeff Goldblum - Il mondo perduto - Jurassic Park (The Lost World: Jurassic Park)
- Tommy Lee Jones - Men in Black

### Miglior attore in un film d'azione/avventura
- Nicolas Cage - Face/Off - Due facce di un assassino (Face/Off) e Con Air
- Harrison Ford - Air Force One
- John Travolta - Face/Off - Due facce di un assassino (Face/Off)

### Miglior attore in un film horror
- David Arquette - Scream 2
- Freddie Prinze Jr. - So cosa hai fatto (I Know What You Did Last Summer)
- Tom Sizemore - Relic - L'evoluzione del terrore (The Relic)

### Miglior attore in un film commedia
- Jim Carrey - Bugiardo bugiardo (Liar Liar)
- Mike Myers - Austin Powers: Il controspione (Austin Powers: International Man of Mystery)
- Kevin Kline - In & Out

### Miglior attore/attrice in un film per la famiglia
- Robin Williams - Flubber - Un professore tra le nuvole (Flubber)
- Brendan Fraser - George re della giungla...? (George of the Jungle)
- Tim Allen - Da giungla a giungla (Jungle 2 Jungle)

### Miglior attore in un film di suspense
- Mel Gibson - Ipotesi di complotto (Conspiracy Theory)
- Bruce Willis - The Jackal
- Morgan Freeman - Il collezionista (Kiss the Girls)

### Miglior attrice in un film drammatico
- Kate Winslet - Titanic
- Jodie Foster - Contact
- Madonna - Evita

### Miglior attrice in un film commedia
- Julia Roberts - Il matrimonio del mio migliore amico (My Best Friend's Wedding)
- Elizabeth Hurley - Austin Powers: Il controspione (Austin Powers: International Man of Mystery)
- Joan Cusack - In & Out

### Miglior attrice in un film di suspense
- Julia Roberts - Ipotesi di complotto (Conspiracy Theory)
- Ashley Judd - Il collezionista (Kiss the Girls)
- Elisabeth Shue - Il Santo (The Saint)

### Miglior attrice in un film d'azione/avventura
- Linda Hamilton - Dante's Peak - La furia della montagna (Dante's Peak)
- Jennifer Lopez - Anaconda
- Nicole Kidman - The Peacemaker (The Peacemaker)

### Miglior attrice in un film di fantascienza
- Uma Thurman - Batman & Robin (Batman & Robin)
- Sigourney Weaver - Alien - La clonazione (Alien: Resurrection)
- Julianne Moore - Il mondo perduto - Jurassic Park (The Lost World: Jurassic Park)

### Miglior attrice in un film horror
- Neve Campbell - Scream 2
- Jennifer Love Hewitt - So cosa hai fatto (I Know What You Did Last Summer)
- Courteney Cox - Scream 2

### Miglior attore non protagonista in un film commedia
- Rupert Everett - Il matrimonio del mio migliore amico (My Best Friend's Wedding)
- Tom Selleck - In & Out
- Justin Cooper - Bugiardo bugiardo (Liar Liar)

### Miglior attore non protagonista in un film drammatico
- Billy Zane - Titanic
- Tom Skerritt - Contact
- Danny DeVito - L'uomo della pioggia (The Rainmaker)

### Miglior attore non protagonista in un film di suspense
- Patrick Stewart - Ipotesi di complotto (Conspiracy Theory)
- Sidney Poitier - The Jackal
- Cary Elwes - Il collezionista (Kiss the Girls)

### Miglior attore non protagonista in un film d'azione/avventura
- John Cusack - Con Air
- Gary Oldman - Air Force One
- Alessandro Nivola - Face/Off - Due facce di un assassino (Face/Off)

### Miglior attore non protagonista in un film di fantascienza
- Chris O'Donnell - Batman & Robin
- Arnold Schwarzenegger - Batman & Robin
- Vincent D'Onofrio - Men in Black

### Miglior attore non protagonista in un film horror
- Jamie Kennedy - Scream 2
- Ryan Phillippe - So cosa hai fatto (I Know What You Did Last Summer)
- John Leguizamo - Spawn

### Miglior attrice non protagonista in un film drammatico
- Kathy Bates - Titanic
- Charlize Theron - L'avvocato del diavolo (The Devil's Advocate)
- Claire Danes - L'uomo della pioggia (The Rainmaker)

### Miglior attrice non protagonista in un film di suspense
- Kathleen Quinlan - Breakdown - La trappola (Breakdown)
- Judy Davis - Potere assoluto (Absolute Power)
- Diane Venora - The Jackal

### Miglior attrice non protagonista in un film d'azione/avventura
- Glenn Close - Air Force One
- Rachel Ticotin - Con Air
- Joan Allen - Face/Off - Due facce di un assassino (Face/Off)

### Miglior attrice non protagonista in un film di fantascienza
- Winona Ryder - Alien - La clonazione (Alien: Resurrection)
- Alicia Silverstone - Batman & Robin
- Linda Fiorentino - Men in Black

### Miglior attrice non protagonista in un film horror
- Sarah Michelle Gellar - So cosa hai fatto (I Know What You Did Last Summer)
- Jada Pinkett Smith - Scream 2
- Theresa Randle - Spawn

### Miglior attrice non protagonista in un film commedia
- Cameron Diaz - Il matrimonio del mio migliore amico (My Best Friend's Wedding)
- Debbie Reynolds - In & Out
- Jennifer Tilly - Bugiardo bugiardo (Liar Liar)